# James Sylvester Scott
James Sylvester Scott (Neosho, 12 dicembre 1886 – Kansas City, 30 agosto 1938) è stato un compositore statunitense afro-americano di ragtime.
Con Scott Joplin e Joseph F. Lamb, fa parte della "triade" dei più grandi compositori di ragtime classico.

## Biografia
James Sylvester Scott nacque a Neosho, nel Missouri, e nel 1901 la sua famiglia si trasferì a Carthage. Nel 1902 cominciò a lavorare nel negozio di musica di Charles L. Dumars, inizialmente con lavoretti manuali ma, dopo aver dimostrato una grandissima abilità al pianoforte con proprie composizioni, riuscì a convincere Dumars a pubblicare il suo primo lavoro, A Summer Breeze, nel 1903.
Nel 1906 si trasferì a St. Louis, dove Scott Joplin lo presentò all'editore John Stark. Questi pubblicò quello che si rivelò essere uno dei pezzi di maggior successo di Scott, Frog Legs Rag, la vera "hit" del 1906.
Dopo questo grande successo Scott divenne un collaboratore fisso di Stark. Nel 1914 andò a vivere a Kansas City (Missouri), dove si sposò, insegnò musica e diresse anche l'orchestra di un cinema.
Con l'arrivo del sonoro nei film cominciò il suo declino; perse il lavoro al cinema, morì la moglie e le sue condizioni di salute divennero precarie. Morì a Kansas City (Kansas) e fu sepolto nel Westlawn Cemetery.

## Composizioni pubblicate
- 1903 - A Summer Breeze - March and Two-Step
- 1903 - The Fascinator - March and Two-Step
- 1904 - On the Pike (A Rag-Time Two-Step)
- 1906 - Frog Legs Rag
- 1907 - Kansas City Rag
- 1909 - Grace and Beauty (A Classy Rag)
- 1909 - Great Scott Rag
- 1909 - The Ragtime Betty
- 1909 - Sunburst Rag
- 1909 - Valse Venice (Waltz)
- 1909 - Hearts Longing (Waltz)
- 1909 - She's My Girl from Anaconda (testo di C. R. Dumars)
- 1909 - Sweetheart Time (testo di C. R. Dumars)
- 1910 - Hilarity Rag
- 1910 - Ophelia Rag
- 1911 - The Princess Rag
- 1911 - Quality - A High Class Rag
- 1911 - Ragtime Oriole
- 1914 - Climax Rag
- 1914 - The Suffragette (Waltz)
- 1914 - Take Me Out to Lakeside (testo di Ida Miller)
- 1915 - Evergreen Rag
- 1916 - Honey Moon Rag
- 1916 - Prosperity Rag
- 1917 - Efficiency Rag
- 1917 - Paramount Rag
- 1918 - Dixie Dimples - Novelty Rag Fox Trot
- 1918 - Rag Sentimental
- 1918 - Springtime of Love (Waltz)
- 1919 - New Era Rag
- 1919 - Peace and Plenty Rag
- 1919 - Troubadour Rag
- 1920 - Modesty Rag
- 1920 - Pegasus
- 1920 - The Shimmie Shake (testo di Cleota Wilson)
- 1921 - Don't Jazz Me
- 1921 - Victory Rag
- 1922 - Broadway Rag